# 龜頭包皮炎
龜頭包皮炎是一種同時發生在龜頭和包皮上的炎症，常見於包莖的人類小兒身上，但狗、綿羊和牛也有患此病的可能性。